# Bobby (1973)
Bobby é um filme indiano de 1973. O filme foi um êxito de bilheteira cotado em nº 1 dos maiores êxitos do ano 1973, estando no Top 25 dos filmes de Bollywood mais vistos.

## Sinopse
Raj, filho de um homem rico, e Bobby, uma jovem de uma família pobre, lutam contra todos os que querem tornar o seu amor impossível, devido às suas diferenças sociais.

## Elenco
- Rishi Kapoor - Raj
- Dimple Kapadia - Bobby Braganza
- Prem Nath - Jack Braganza
- Durga Khote - Sra. Braganza
- Pran - Sr. Nath
- Sonia Sahni - Mrs. Sushma Nath
- Aruna Irani - Nima
- Prem Chopra - Prem Chopra
- Farida Jalal - Alka 'Nikki' Sharma
- Pinchoo Kapoor - Sr. Sharma
- Raj Rani - Sra. Sharma
- Jagdish Raj - Inspector da polícia
- Shashi Kiran - Shyam
- Piloo J. Wadia - Mrs. Pestonji

## Banda-sonora
| Canção                          | Cantor                             | Notas       |
| ------------------------------- | ---------------------------------- | ----------- |
| "Ae Ae Ae Phansa"               | Lata Mangeshkar                    | Aruna Irani |
| "Ankhiyon Ko Rahne De"          | Lata Mangeshkar                    |             |
| "Beshak Mandir Masjid"          | Narendra Chanchal                  |             |
| "Hum Tum Ek Kamre Mein Band Ho" | Lata Mangeshkar e Shailender Singh |             |
| "Jhoot Bole Kauva Kate"         | Lata Mangeshkar e Shailender Singh |             |
| "Main Shayar To Nahin"          | Shailender Singh                   |             |
| "Mujhe Kuchh Kahna Hai"         | Shailender Singh e Lata Mangeshkar |             |
| "Na Mangun Sona Chandi"         | Manna Dey e Shailender Singh       |             |